# Вулиця Мечникова (Київ)
Ву́лиця Ме́чникова — вулиця в Печерському районі міста Києва, місцевість Клов. Пролягає від Шовковичної вулиці і бульвару Лесі Українки до Кловського узвозу.
Прилучаються вулиця Леоніда Первомайського та Кловська площа.

## Історія
Вулиця виникла у 1930-ті роки на місці так званої Собачої тропи (стежки від Печерська до Бессарабки, відомої із середини XIX століття). Мала офіційну назву Кловський бульвар, водночас зберігаючи народну назву «Собача тропа». Сучасна назва на честь Іллі Мечникова (1845–1916), українського, російського та французького вченого-біолога, почесного професора Імператорського університету св. Володимира — з 1938 року (назву підтверджено 1944 року).

## Пам'ятники та меморіальні дошки
- Меморіал жертвам тероризму (біля станції метро «Кловська»)
- Пам'ятник Іванові Павлову (на території Свято-Михайлівської клінічної лікарні, демонтовано у 2025 році)
- Меморіальна дошка Момотенко Миколі Петровичу (буд. № 16)

## Зображення

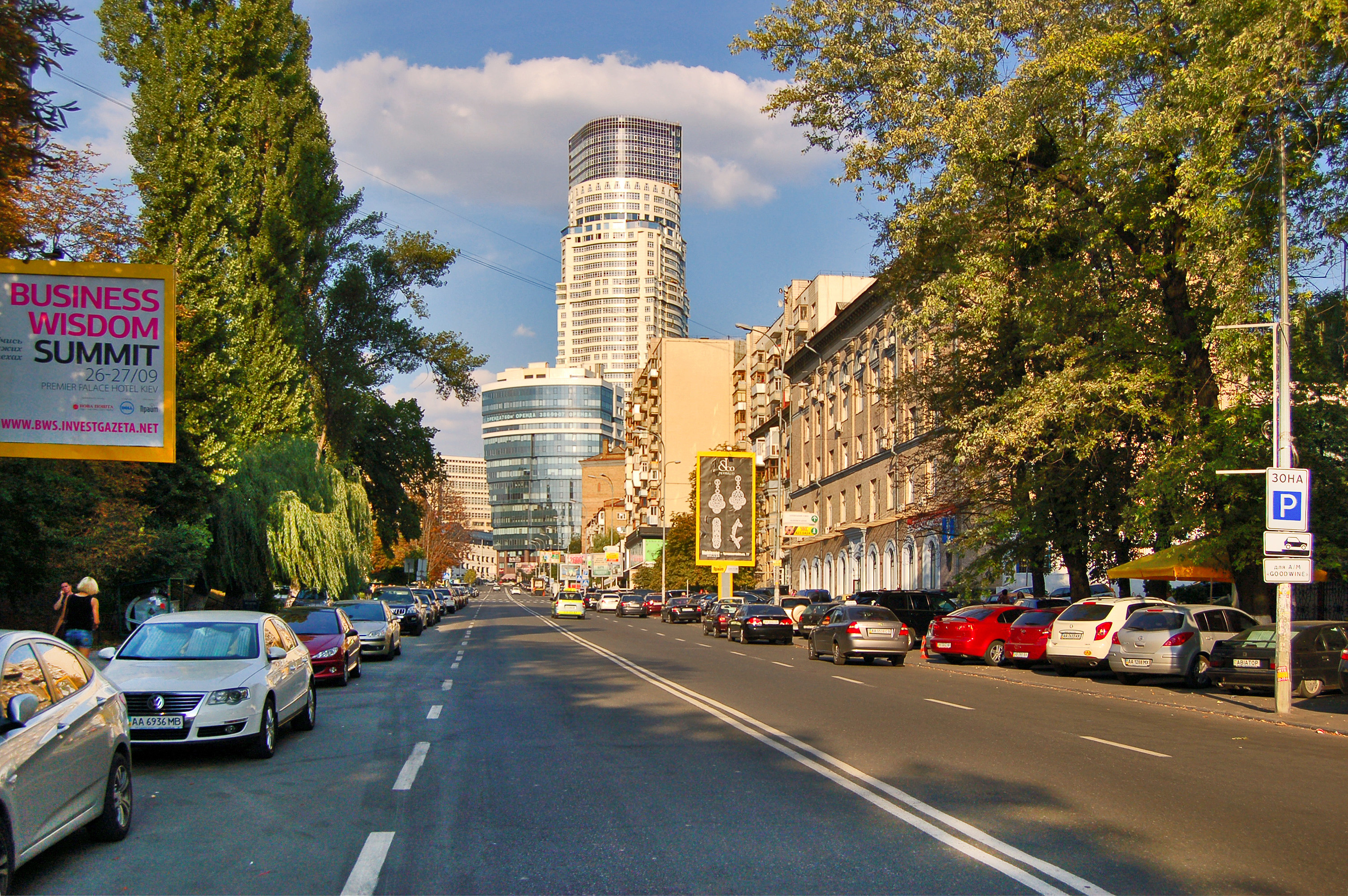
Вид у бік Кловського узвозу
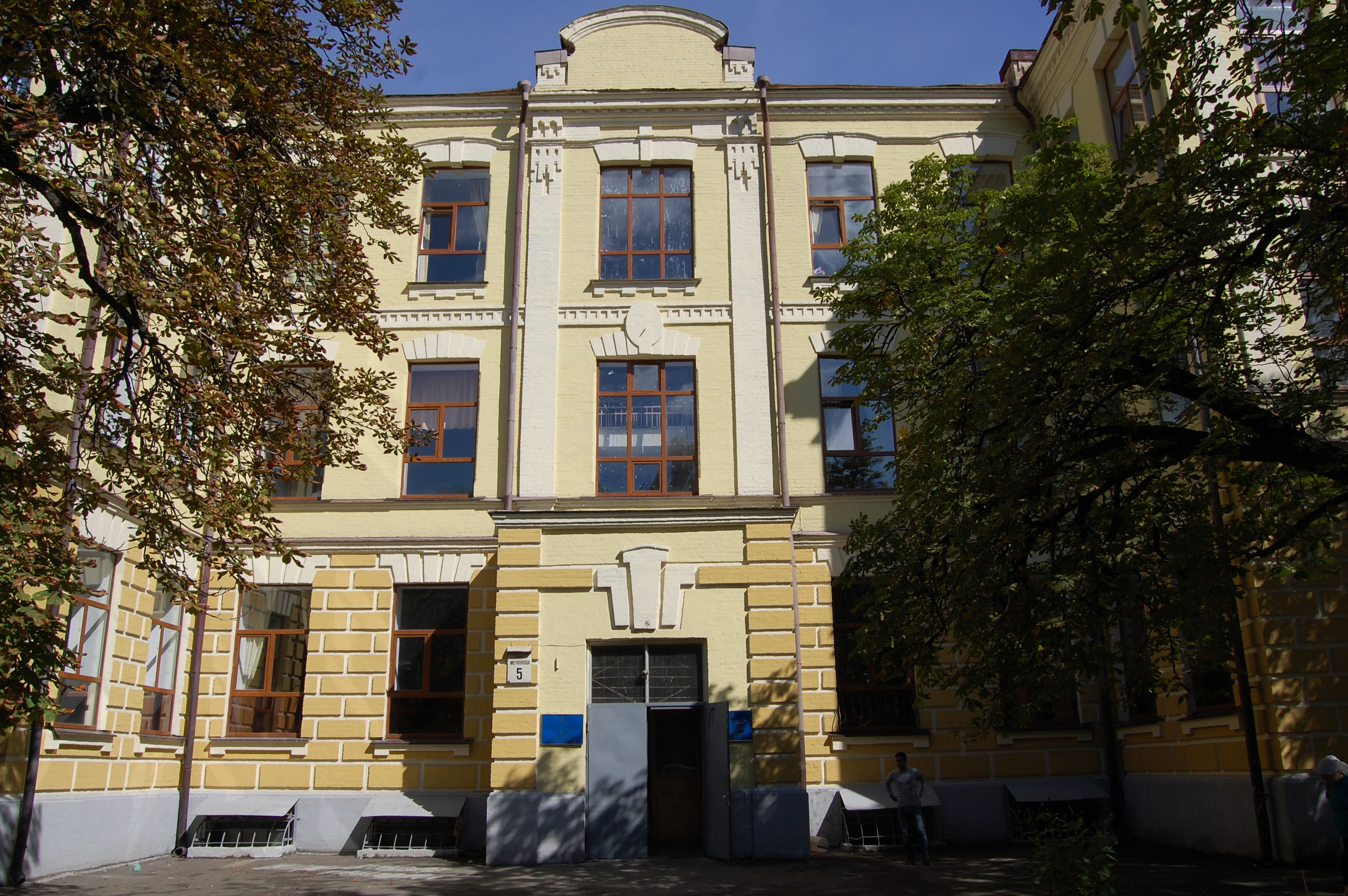
Будинок, де містився Печерський комітет РСДРП(б)
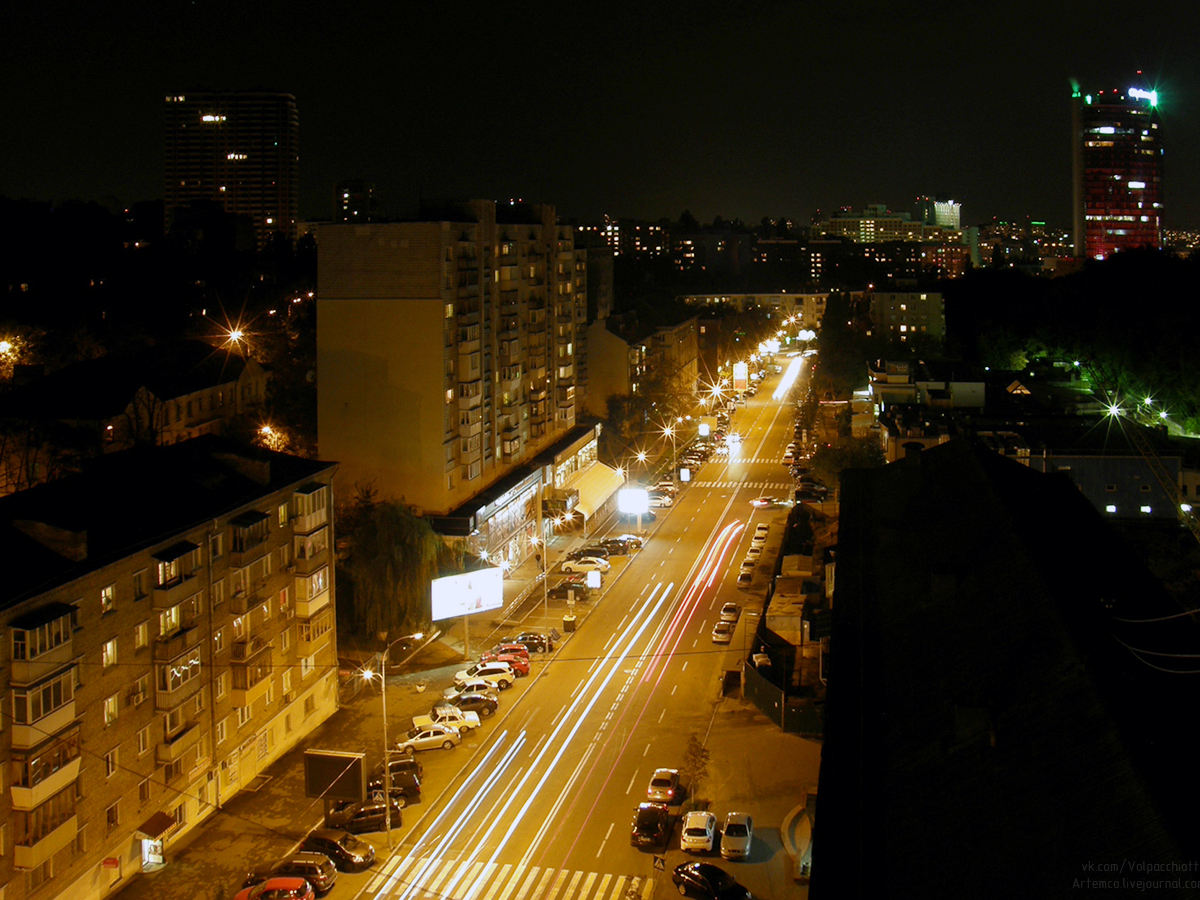
Вулиця Мечникова вночі
Від вулиці Л. Первомайського до БЦ «Парус»
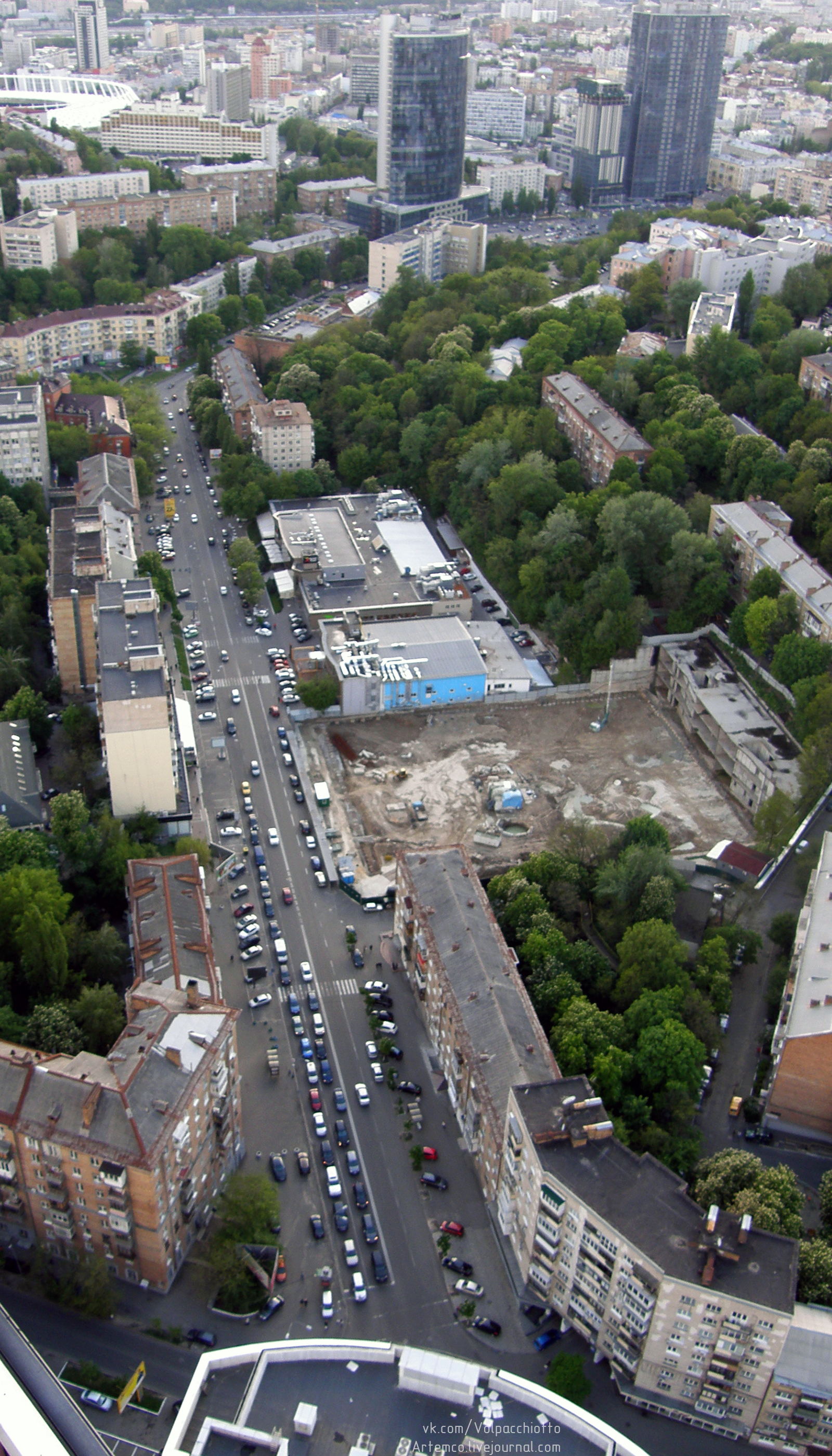
з кінця до метро «Кловська»
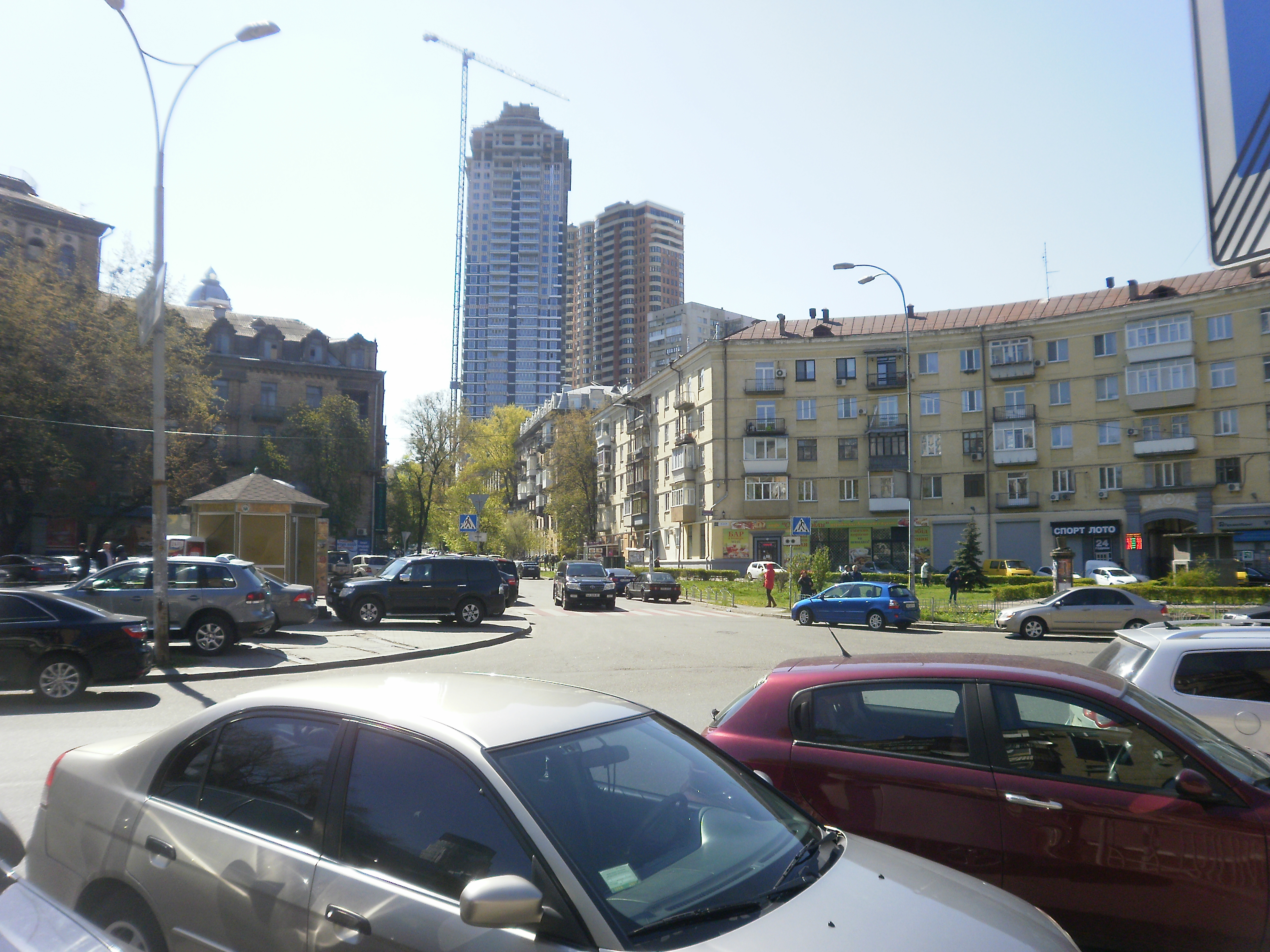
Вид з вулиці Мечникова біля станції метро «Кловська» на вулицю Л. Первомайського

## Установи та заклади
- Свято-Михайлівська клінічна лікарня (буд. № 1)
- Музей інженерної служби АПК (буд. 16-А)